# كوينجنتول
كوينجنتول هي كومونا (بلدية) في مقاطعة مانتوا في منطقة لومباردي الإيطالية، وتقع على بعد حوالي 160 كيلومتر (99 ميل) جنوب شرق ميلانو وحوالي 30 كيلومتر (19 ميل) جنوب شرق مانتوا .
تقع كوينجنتول على حدود البلديات التالية: بورجو مانتوفانو و كويستيلو وشيفينوجليا و Serravalle a Poسيرافاليا بو و سوستنتى .